# Премия Збигнева Цибульского
Премия Збигнева Цибульского (пол. Nagroda im. Zbyszka Cybulskiego) — ежегодная польская кинопремия, вручаемая лучшим молодым актёрам Польши.

## История
Премия была основана в 1969 году по инициативе Веславы Чапиньской и названа в честь Збигнева Цибульского, который считается одним из величайших польских актёров второй половины XX века. Это одна из самых выдающихся наград в польском кино, а среди прошлых победителей — одни из самых популярных и признанных критиками польских актёров. С 1969 по 1995 год она постоянно вручалась редакцией киножурнала «Экран», а после десятилетнего перерыва, в 2005 году, была возобновлена Фондом Кино. В 2008 году фонд выпустил книгу Być jak Cybulski, которая посвящена всем прошлым лауреатам этой награды.

## Лауреаты премии (с 2005 года)

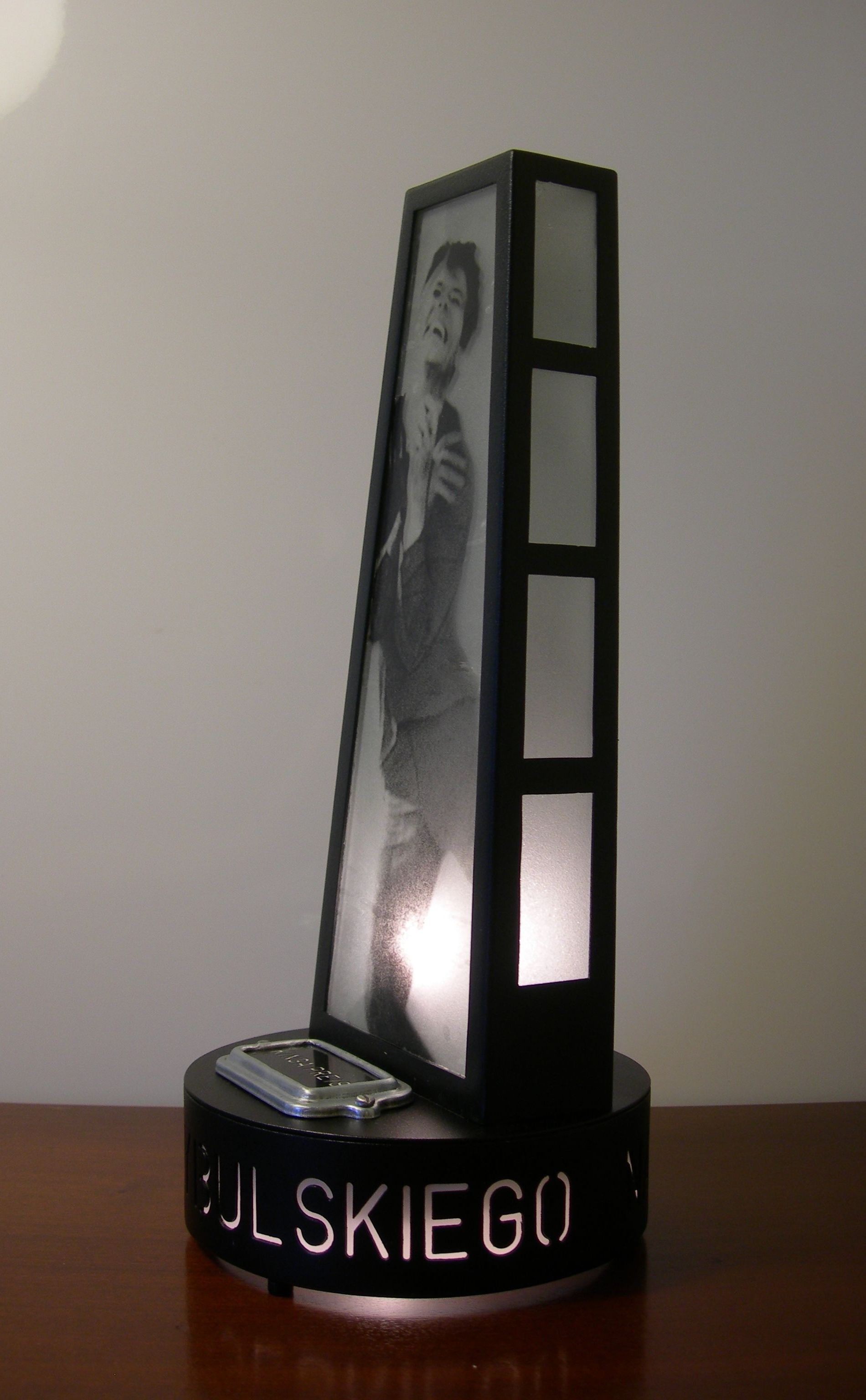
Статуэтка, вручаемая лауреатам премии Збигнева Цибульского

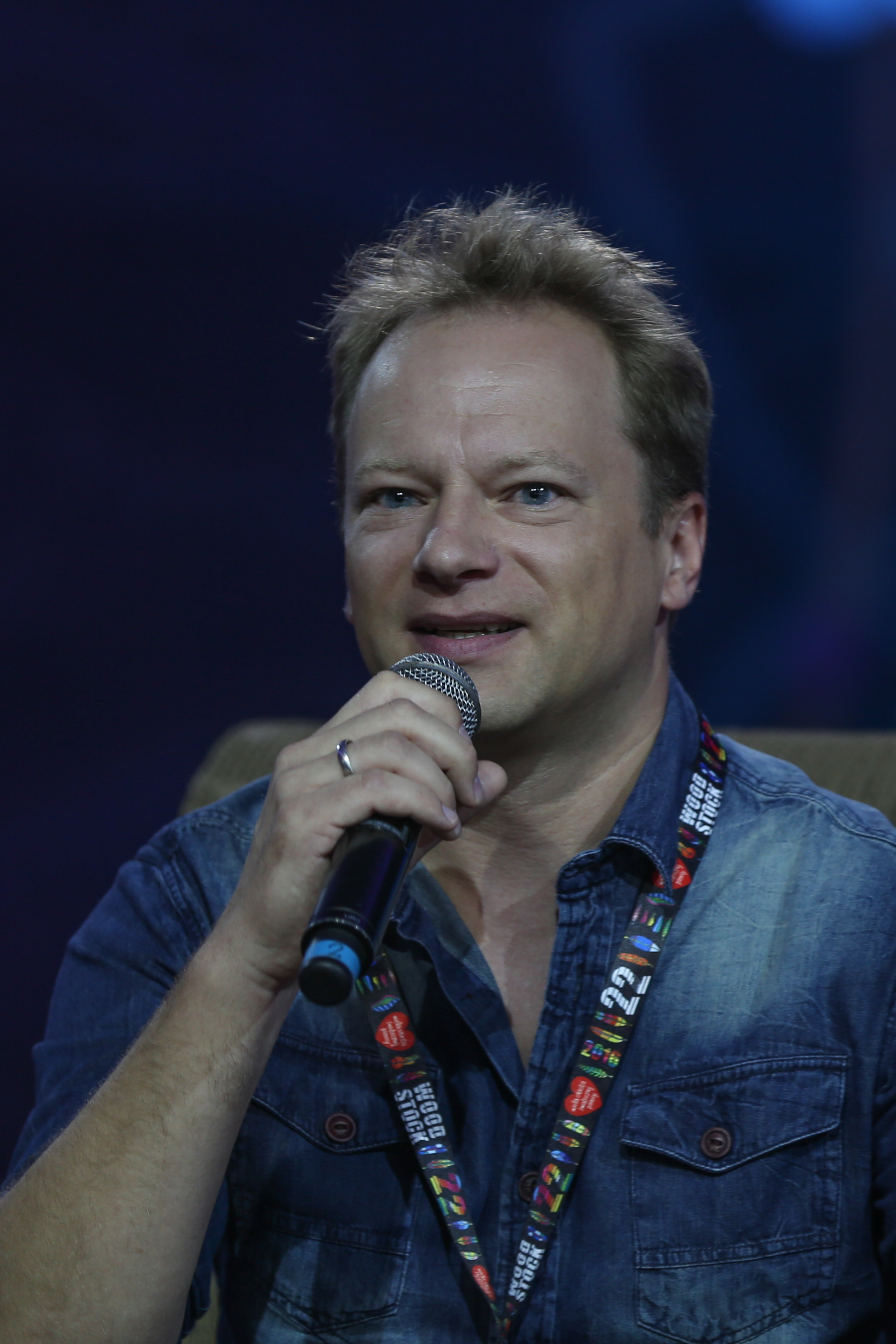
В 2008 году Мацей Штур получил и основную награду, и приз зрительских симпатий

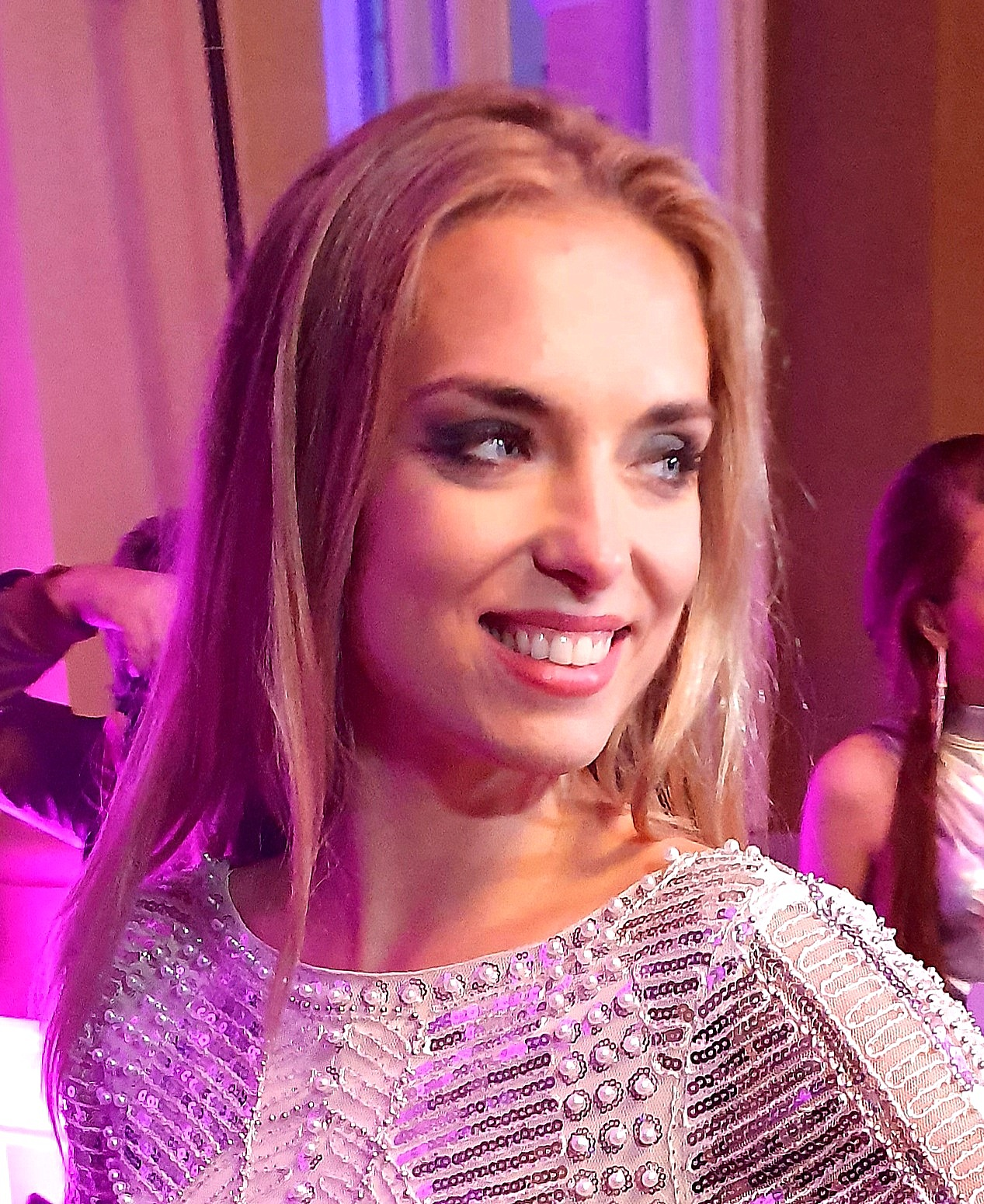
Магдалена Колесник — обладательница премии Збигнева Цибульского 2020/21

Полный список лауреатов и номинантов — на сайте премии Збигнева Цибульского.

### 2005
- Марцин Дорочиньский (за фильм «Питбуль»)

Приз зрительских симпатий — Борис Шиц (фильм «Симметрия»)

### 2006
- Кинга Прайс («Судебный исполнитель»)

Приз зрительских симпатий — Томаш Кот («Обреченный на блюз»)

### 2007
- Соня Бохосевич («Резервация»)

Приз зрительских симпатий — Марцин Бжозовский («Хаос», «Аллея сопляков»)

### 2008
- Мацей Штур («33 сцены из жизни»)

Приз зрительских симпатий — Мацей Штур («33 сцены из жизни»)

### 2009
- Эрик Любош («Моя плоть, моя кровь»)

Приз зрительских симпатий — Агата Бузек («Реверс»)

Специальный приз в честь 40-летия премии — Богуслав Линда, Иоанна Щепковская

### 2010
- Матеуш Косьцюкевич («Мать Тереза кошек»)

Приз зрительских симпатий — Войцех Зелиньский («Крещение», «Качели»)

### 2011
- Магдалена Поплавская («Простая история о любви»)

Приз зрительских симпатий — Якуб Гершал («Зал самоубийц»)

### 2012
- Марцин Ковальчик («Ты — Бог»)

### 2013
- Петр Гловацкий («Девушка из шкафа»)

### 2014/15
- Агнешка Жулевская («Химия»)

### 2016
- Марта Нерадкевич («Кампер», «Соединённые штаты любви»)

### 2017
- Давид Огродник («Тихая ночь»)

### 2019
- Бартош Беленя («Тело Христово»)

Специальный приз за творческие достижения — Катаржина Фигура, Анджей Хыра

### 2020/21
- Магдалена Колесник («Красотка»)

### 2022
- Эрик Кульм («Филип»)